# Danh sách loài được mô tả năm 2017
Danh sách các loài sinh vật được mô tả chính thức năm 2017 xếp theo thời gian công bố trên các tạp chí khoa học.

## Tháng 1 năm 2017
- Động vật

1. Saccorhytus coronarius là một loài duy nhất của ngành Saccorhytida thuộc liên ngành Động vật miệng thứ sinh (Deuterostomia).[1][2] Chúng được đặt tên bởi Han và cộng sự vào năm 2017.[3][4]